# 威爾斯獨立運動
威爾斯獨立運動是威爾斯的一些政党以及民眾的一种政治诉求，目标是从联合王国中独立出来并恢复国家主权。

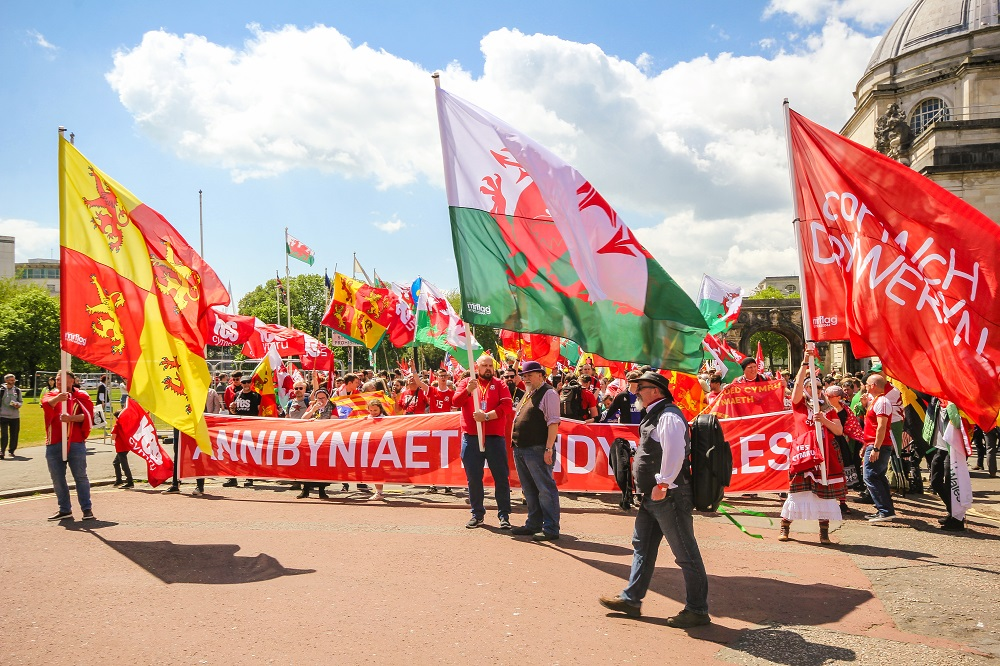
2019年在首都卡迪夫的一次威独示威

## 歷史
威尔士本是独立国家。

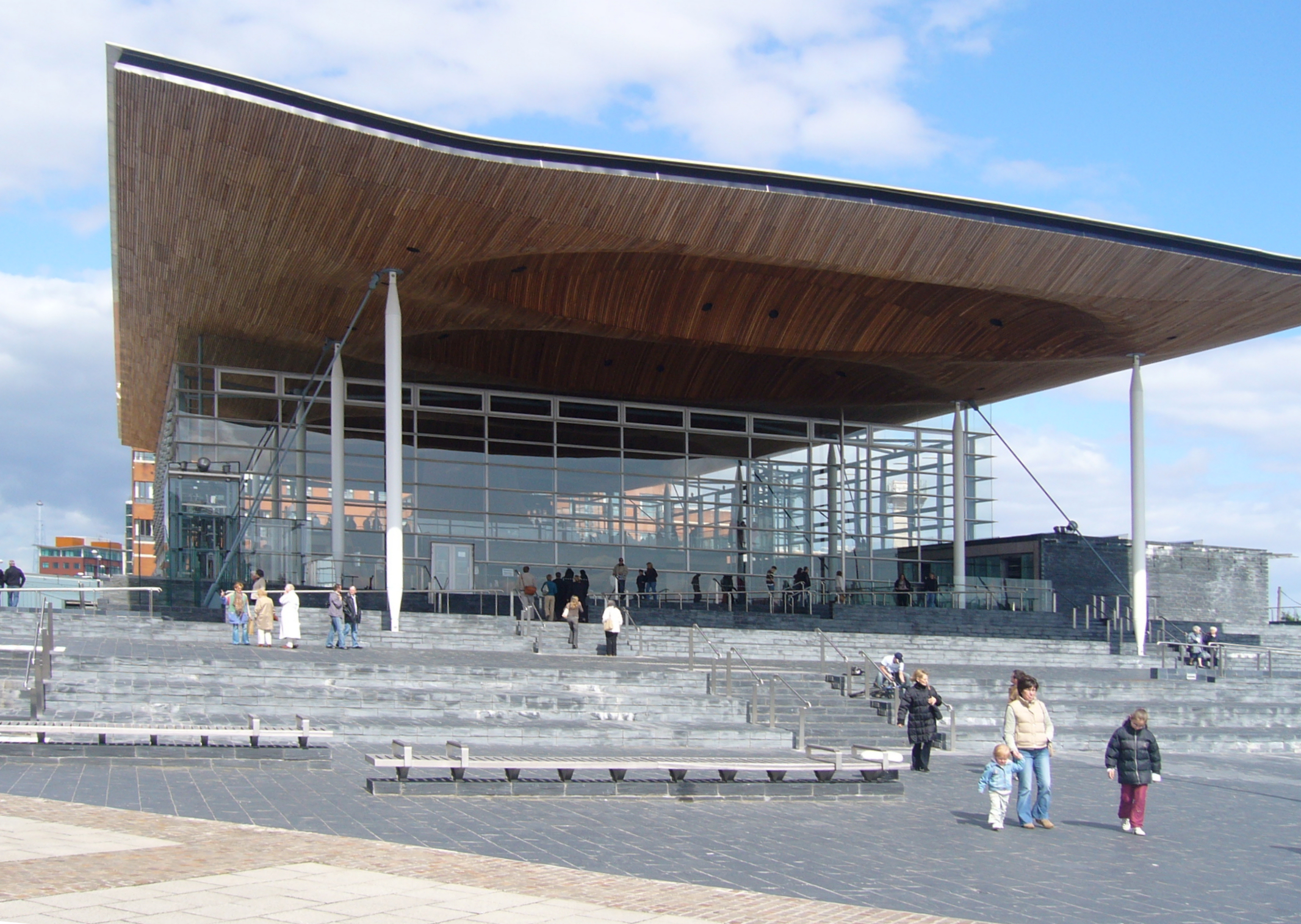
威尔士国民议会

1066年，诺曼底公爵威廉一世征服英格兰，建立诺曼底王朝。他降伏威尔士诸侯，威尔士诸侯长久附庸英格兰国王。
1216年，格温内斯王国的卢埃林大帝征得英格兰国王亨利三世同意，把威尔士境内的全部王国撤销，同时成立威爾斯公國并由卢埃林大帝统治。
1277年，亨利三世的后继者爱德华一世动兵攻打威尔士，至1284年征服全境，同年颁行“威尔士法”。爱德华一世接受威尔士人的要求，同意由一位在威尔士出生、不会讲英语、生下来第一句话说威尔士语的亲王来管理威尔士人。他把即将分娩的王后接到威尔士，生下的王子便是第一位“威尔士亲王”爱德华二世。由此以降，英格兰国王和后来的大不列颠国王总是把“威尔士亲王”的头衔赐给长子。
1400年9月16日，波厄斯亲王欧文·格兰道尔不满英格兰国王亨利四世的统治，公开叛乱，并于1404年自封威尔士亲王。1412年，他被英格兰军队打败，下落不明。
1536年，《联合法案》（Act of Union）在英格兰和威尔士通过，威尔士从此受到英格兰法律管束，政治上则彻底联合，喪失国家主权。

## 主張
民族主義在20世紀影響威爾斯。在不同時期，工黨和自由黨主張地方自治，或權力下放。威爾士黨於1925年成立，是最早提倡威爾士獨立的政治團體。
工黨政府在1997年的選舉中主張舉行全民公決，設立威爾士議會。
2007年，英國廣播公司威爾士新聞之夜一項調查顯示，20％的威爾士居民贊成威爾士獨立。
威爾士大主教巴里·摩根博士在2009年再次呼籲國會授予完全法律的權力，建立更多自決權的威爾士。
2012年，英國廣播公司調查顯示威爾士7％受訪者支持獨立，12％受訪者認為蘇格蘭應該獨立。
2020年7月15日，威爾斯議會首次討論獨立公投動議，以43比9的票数被否决。